# Устье (Рузский городской округ)
Устье — деревня в городе областного подчинения Руза с административной территорией в Московской области России. В рамках местного самоуправления входит в муниципальное образование Рузский городской округ. Население — 6 жителей на 2006 год,

## География
Деревня расположена в центральной части района, на левом берегу реки Руза, у её впадения в Москва-реку.
Высота центра деревни над уровнем моря 155 м.
Ближайшие населённые пункты на другом берегу реки Рузы: Федотово— напротив и Акулово — в 0,5 км севернее.

## История
До 2006 года Устье входило в состав Старорузского сельского округа.
До 2017 года Устье входило в состав упразднённое в 2017 году муниципальное образование (сельское поселение) сельского поселения Старорузское упразднённого Рузского муниципального района Московской области.

## Население
| 2002 | 2006 | 2010 |
| ---- | ---- | ---- |
| 11   | ↘6   | ↗577 |

## Инфраструктура
В деревне числится 1 садовое товарищество.

## Транспорт
Доступен автотранспортом.